# Lynna Irby
Lynna Irby (født 6. december 1998) er en amerikansk atlet.
Hun repræsenterede USA ved sommer-OL 2020 i Tokyo, hvor hun tog guld i 4x400 meter stafet og bronze i 400 meter medley stafet.